# Tass (plaats)
Tass is een plaats (község) en gemeente in het Hongaarse comitaat Bács-Kiskun. Tass telt 2997 inwoners (2002).